# Coordonate astronomice orizontale

Coordonatele orizontale folosesc o sferă cerească centrată pe observator. Azimutul este măsurat spre est de la punctul de nord (uneori de la punctul de sud) al orizontului ; altitudinea este unghiul deasupra orizontului.

Coordonatele astronomice orizontale sunt coordonate astronomice având la bază planul orizontal al observatorului.
Coordonatele orizontale sunt înălțimea deasupra orizontului și azimutul. Uneori, în locul înălțimii deasupra orizontului se utilizează distanța zenitală
Înălțimea deasupra orizontului, pentru un punct de pe sfera cerească, este unghiul dintre direcția de la observator spre acel punct și planul orizontal al observatorului. Unghiul este luat cu semnul plus pentru puncte aflate deasupra planului orizontului, și cu semnul minus pentru puncte aflate sub planul orizontului. 
Zenitul are înălțimea deasupra orizontului egală cu 90°, iar nadirul are înălțimea -90°.
Distanța zenitală a unui punct este unghiul dintre direcția către punctul respectiv și direcția verticală în sus a observatorului (zenitul observatorului). Distanța zenitală ia valori între 0° (zenit) și 180° (nadir). Distanța zenitală este 90° minus înălțimea deasupra orizontului.
Azimutul unui punct este unghiul dintre proiecția direcției spre punct pe planul orizontului și direcția spre nord. Azimutul este măsurat de la nord spre est (în sens orar) de la 0° la 360°.